# Retiboletus nigerrimus
Retiboletus nigerrimus är en svampart som först beskrevs av Roger Heim, och fick sitt nu gällande namn av Manfr. Binder & Bresinsky 2002. Retiboletus nigerrimus ingår i släktet Retiboletus och familjen Boletaceae.   Inga underarter finns listade i Catalogue of Life.